# Shanésia Davis-Williams
Pour les articles homonymes, voir Davis et Williams.
Shanésia Davis-Williams est une actrice américaine née le 30 septembre 1966 à Détroit, Michigan (États-Unis).

## Biographie
Shanésia Davis-Williams est née le 30 septembre 1966 à Détroit, Michigan (États-Unis).
Elle a étudié et est diplômé de l'Université DePaul.

### Vie privée
Elle est mariée à Kirk Williams. Ils ont un enfant.

## Filmographie

### Cinéma

#### Longs métrages
- 1994 : Avec les félicitations du jury (With Honors) d'Alek Keshishian : Dr Cecile Kay
- 1998 : Chicago Cab de Mary Cybulski et John Tintori : Une avocate
- 2003 : Uncle Nino de Robert Shallcross : Lorita
- 2004 : Life Sentence d'Andy Graydon : Beth
- 2005 : The Weather Man de Gore Verbinski : La productrice d'Hello America
- 2015 : Consumed de Daryl Wein (en) : Une avocate
- 2017 : Blueprint de Daryl Wein (en) : Shanesia
- 2019 : Working Man de Robert Jury : L'infirmière

#### Court métrage
- 2008 : Morning Due de Barbara E. Allen : Hattie

### Télévision

#### Séries télévisées
- 1993 : Missing Persons : Rhonda
- 1996 - 2000 : Demain à la une (Early Edition) : Marissa Clark
- 2011 : Detroit 1-8-7 : Wanda Cofield
- 2013 : Chicago Fire : Shonda
- 2014 : Crisis : Agent Chaperone
- 2015 - 2016 : Empire : Melissa Calhoun
- 2018 - 2021 : The Chi : Feenie
- 2019 : Proven Innocent : Irene Boudreau
- 2020 : Lovecraft Country : Maybelle Cross

#### Téléfilms
- 2015 : Cleveland Abduction d'Alex Kalymnios : La manager
- 2020 : The Thing About Harry de Peter Paige : Lindsay Mitchell

### Jeu vidéo
- 2012 : Halo 4 : Jul Mdama